# Ostrea
Ostrea este un gen de stridii comestibile din familia de moluște bivalve marine Ostreidae. 

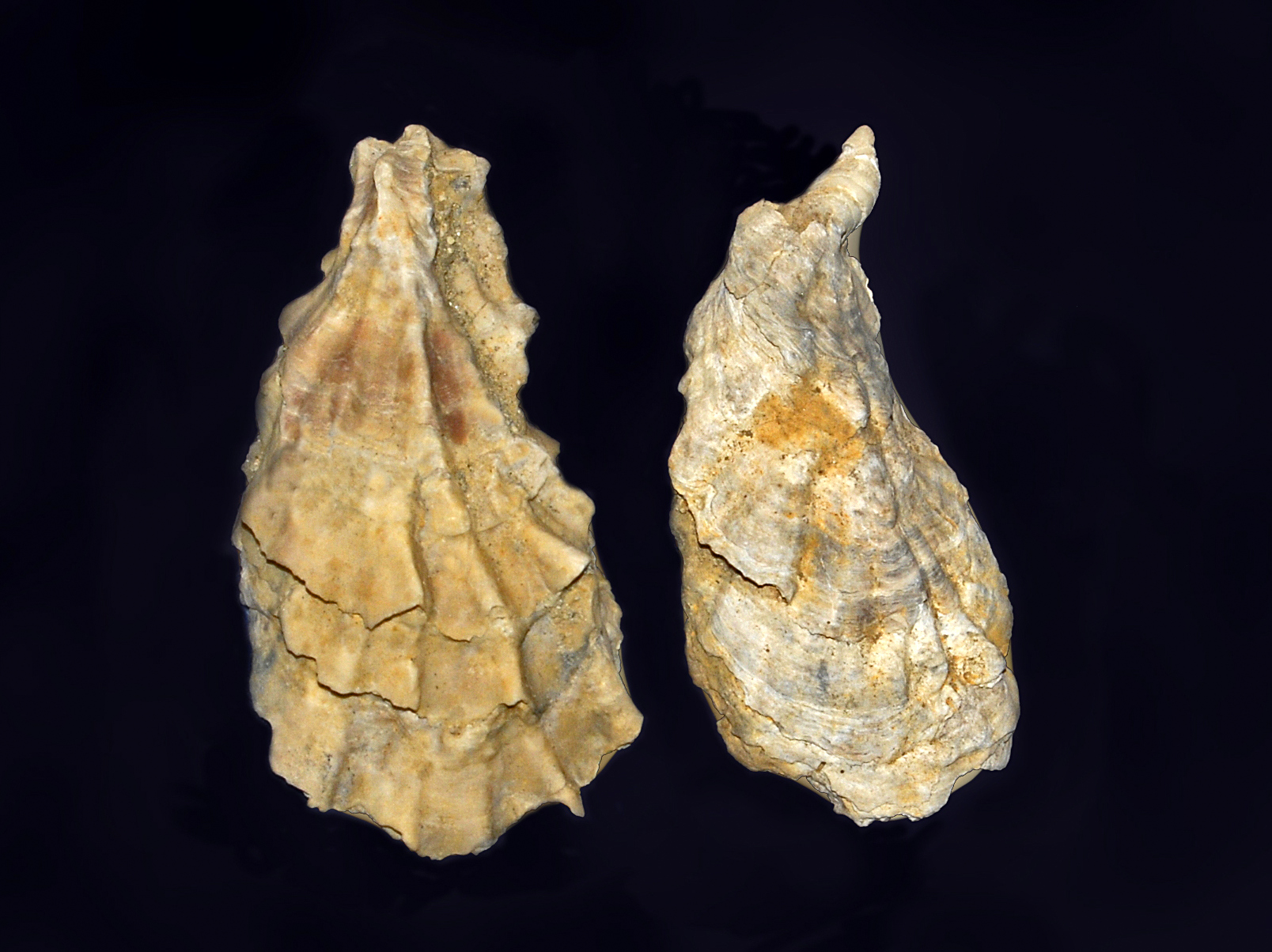
Cochilii fosile de Ostrea forskali din Italia, din perioada pliocenului

## Fosile
Genul este unul foarte vechi. Au fost găsite fosile din permian până în cuaternar (de acum 259 până în prezent). Cochiliile fosilizate ale acestor moluște pot fi găsite în toată lumea. Genul Ostrea include aproximativ 150 de specii dispărute . 

## Istoric
Cel puțin o specie din acest gen,  Ostrea lurida, a fost recuperată în săpăturile arheologice de-a lungul coastei din California Centrală a Oceanului Pacific, demonstrând că era un taxon marin exploatat de populația autohtonă Chumash ca sursă de hrană. 

## Specii
Printre speciile din genul Ostrea se numără : 
- O. albertensis †Russell & Landes, 1937
- O. angasi Sowerby, 1846
- O. angulata †Sowerby, 1840
- O. angusta †Deshayes, 1824
- O. anomialis †Lamarck, 1819
- O. antarctica †Zinsmeister, 1984
- O. arenicola †Tate, 1886
- O. aupouria Dinamani, 1981
- O. beloiti †Logan, 1899
- O. bicolor †Hanley, 1854
- O. blackensis †Stephenson, 1923
- O. brongniarti †Bronn, 1856
- O. californica Mareon, 1858
- O. carolinensis †Conrad, 1832
- O. castellobrancoi †Maury 1936
- O. chilensis Philippi, 1844
- O. cochlear †Poli, 1795
- O. compressirostra †Say, 1824
- O. conchaphila Carpenter, 1857
- O. costaricensis †Olsson, 1922
- O. crenulimarginata †Gabb, 1860
- O. cristata Born, 1778
- O. cubitus †Deshayes, 1832
- O. cumingiana Dunker, 1846
- O. cynthiae †Maury, 1912
- O. democraciana †Hodson et al., 1927
- O. denselamellosa （Lischke, 1869）
- O. dorsalis †Azzaroli, 1958
- O. edulis Linnaeus, 1758- Edible oyster or Belon oyster
- O. edwilsoni †Stoyanow, 1949
- O. eorivularis †Oyama & Mizuno, 1958
- O. equestris (Say, 1834)- Crested oyster
- O. erici †Hertlein, 1929
- O. flavicans Linnaeus, 1758
- O. forskali †Chemnitz, 1785
- O. fraasi †Mayer-Eymar, 1888
- O. frondosa †de Serres, 1829
- O. gajensis †Vredenburg, 1928
- O. gingensis †Schlotheim, 1813
- O. glabra Linnaeus, 1758
- O. golfotristensis †Maury 1912
- O. haleyi †Hertlein, 1933
- O. hippopus †Tate, 1886
- O. hyotidoidea †Tate, 1899
- O. imbricata † Lamarck, 1819
- O. incisa †Martin, 1883
- O. invalida †White, 1887
- O. iridescens Gray, 1854
- O. jogjacartensis †Martin, 1914
- O. khamirensis †Cox, 1936
- O. latimarginata †Vredenburg, 1908
- O. longirostris † Lamarck, 1806
- O. ludensis †Deshayes, 1861
- O. lurida Carpenter, 1864
- O. lutaria †Hutton, 1885
- O. maculosa Forskål, 1775
- O. manubriata †Tate, 1887
- O. marginidentata †Wood, 1861
- O. matercula †de Verneuil, 1845
- O. mauricensis †Gabb, 1860
- O. megadon (Hanley, 1846)
- O. mesenterica †Morton, 1834
- O. messor †Maury, 1925
- O. minbuensis †Cotter, 1923
- O. minerensis † Russell & Landes, 1937
- O. minuta Linnaeus, 1758
- O. miradorensis †Olsson, 1931
- O. monetalis † Martin, 1931
- O. negritensis †Olsson, 1928
- Ostrea neostentina L.-S. Hu, H.-Y. Wang, Z. Zhang, C. Li & X.-M. Guo, 2019
- O. normalis †Gardner, 1926
- O. obliterata Linnaeus, 1758
- O. pangadiensis †Hislop, 1859
- O. paracasensis †Rivera, 1957
- O. parasitica †Gmelin, 1791
- O. paroxis †Lesueur, 1829
- O. parrensis †Vega et al., 1999
- O. pejerreyensis †Rivera, 1957
- O. pellucens Linnaeus, 1758
- O. pesfelis Linnaeus, 1758
- O. petrosa †Fuchs, 1879
- O. peytoni †Richards, 1947
- O. pileosimilis †Martin, 1931
- O. plicatula Gmelin, 1791
- O. portoricoensis †Hubbard, 1920
- O. princeps †Woods, 1850
- O. procyonis †Maury, 1924
- O. prona †Wood, 1861
- O. protoimbricata †Vredenburg, 1928
- O. pseudocrassissima †Fuchs, 1878
- O. pseudodigitalina †Fuchs, 1879
- O. pseudorissensis †Vredenburg, 1928
- O. pulaskensis †Harris, 1892
- O. radula Linnaeus, 1758
- O. raveneliana †Tuomey & Holmes, 1855
- O. resupinata †Deshayes, 1858
- O. retusa Sowerby, 1871
- O. russelli †Russell & Landes, 1937
- O. samanensis †Olsson, 1928
- O. sanguinea Linnaeus, 1758
- O. saxitoniana †McLearn, 1929
- O. seymourensis †Zinsmeister, 1984
- O. soleniscus †Meek, 1893
- O. stentina Payraudeau, 1826
- O. striatula Linnaeus, 1758
- O. sturtiana †Tate, 1886
- O. subangulata †d'Orbigny, 1852
- O. submissa †Deshayes, 1864
- O. subradiosa †Bohm, 1926
- O. superficialis Forskål, 1775
- O. tacalensis †Hodson et al., 1927
- O. tayloriana †Gabb, 1866
- O. thalassoklusta †Maury, 1912
- O. tridacnaeformis Cox, 1927
- O. turkestanensis †Romanovski, 1880
- O. uncinta †Lamarck, 1806
- O. ungulata †Nyst, 1843
- O. ventilabrum †Goldfuss, 1826
- O. vestita †Fuchs, 1883
- O. wiedenmayeri †Hodson et al., 1927
- O. wollastoni †Finlay, 1927